# Quercus sumatrana
Quercus sumatrana — вид рослин з родини букових (Fagaceae), поширений на островах Борнео й Суматра.

## Опис
Дерево понад 30 метрів заввишки; стовбур до 1.3 метрів в діаметрі. Кора сіра. Гілочки спочатку густо запушені, голі й гладкі, з сочевичками. Листки еліптичні або ланцетні, 10–22 × 3–7 см; верхівка гостра; основа гостра, ослаблена; край плоский, віддалено зубчастий на верхівковій половині; верх голий, блідо-сіро-коричневий; низ сірувато-зелений, злегка запушений; ніжка листка тонка, 1–2 см. Жолуді від яйцеподібних до конусоподібних, у довжину 20–25 мм; чашечка охоплює від 1/6 до 1/5 горіха, з 4–6 зубчастими кільцями; дозрівають у квітні — грудні.

## Середовище проживання
Поширений на островах Борнео й Суматра. Росте на висотах до 1300 метрів.